# 阿尔内·蒙松
阿尔内·蒙松（瑞典語：Arne Månsson，1925年11月11日—2003年1月11日），瑞典男子足球运动员，司职后卫，曾效力于马尔默足球俱乐部。他曾代表瑞典国家队参加1950年国际足联世界杯，获得季军。